# Casey Jr. Circus Train
De Casey Jr. Circus Train is een attractie in twee Disney-parken, het Disneyland Park in Anaheim en het Disneyland Park in Parijs (aanwezig als Casey Jr. - le Petit Train du Cirque). Hoewel het uiterlijk en het thema van de attracties vrij goed overeenkomen, is de versie in Disneyland in Anaheim een rondrit in een miniatuurtrein terwijl de versie in Parijs een gemotoriseerde achtbaan is. De attracties zijn allebei te vinden in het themagebied Fantasyland van beide parken.

## Beschrijving
De attractie bestaat uit een heuvelachtig parcours dat om, door en over miniatuurscènes loopt van Disneyfilms. De trein is gethematiseerd als de circustrein uit de Disneyfilm Dombo. De trein bevat dan ook speciale karretjes, zoals een apenkooi, een kooi voor wilde dieren en een wagon voor de circusdirecteur.

### Disneyland Park in Anaheim
De versie in het Disneyland Park in Anaheim, een rondrit in een miniatuurtrein, werd geopend op 31 juli 1955, twee weken later dan de opening van het park zelf. De attractie werd pas later geopend omdat ten tijde van de opening men nog bezig was met het testen van de rit. Tot 1956 was de attractie aanwezig in een verder lege omgeving, maar in dit jaar werden verschillende miniatuurscènes rondom het parcours van de trein aangelegd, samen met de attractie Storybook Land Canal Boats, waarbij de miniatuurscènes vanaf een ander standpunt konden worden bekeken. Sindsdien vormt de attractie samen met de Storybook Land Canal Boats het Storybook Land.

### Disneyland Park in Parijs
De versie in het Disneyland Park in Parijs, een gemotoriseerde achtbaan, werd geopend in 1994, twee jaar na de opening van het park zelf. In dit park draagt de attractie de Franse naam Casey Jr. - le Petit Train du Cirque. De attractie werd als uitbreiding van Fantasyland samen geopend met de attractie Le Pays des Contes de Fées, een soortgelijke attractie als de Storybook Land Canal Boats. Vanuit de achtbaan kunnen scènes worden bekeken die niet van dichtbij te bekijken zijn vanuit de bootjesattractie, zoals het grote Storybook Land Castle. De snelheid van deze versie ligt rond de 45 km/h en de baan bereikt een maximale hoogte van 3 m.
Deze attractie is de enige gemotoriseerde achtbaan die Vekoma ooit gebouwd heeft. In de catalogus wordt het model simpelweg Powered Coaster genoemd. Het is tevens de eerste Vekoma-achtbaan met on-board muziek. Tijdens de rit wordt het deuntje 'Casey's Jr. Back' afgespeeld.